# Jérôme Valcke
Jérôme Valcke (6 de outubro de 1960) é um francês, que de 27 de junho de 2007 a 17 de setembro de 2015 foi o secretário-geral da Federação Internacional de Futebol (FIFA) sediada em Zurique. Em 17 de setembro 2015 foi suspenso "com efeito imediato até novo aviso de todos os seus deveres" pela FIFA. E em 13 de janeiro de 2016, finalmente foi demitido da FIFA após investigações o apontarem como participante de um esquema de venda ilegal de ingressos da Copa do Mundo de 2014, realizada no Brasil. 

## Carreira
Jérôme Valcke iniciou sua carreira em 1984 como jornalista na Compania de TV francesa Canal+. De 1991 até 1997, ele ocupou o cargo de vice-chefe de esportes. Em 1997 ele assumiu o cargo de executivo-chefe do canal desportivo Sport+, permanecendo nesta função até 2002. De 2002 até 2003 Jérôme Valcke trabalhou para a agência de direitos esportivos Sportfive na sua sede em Genebra como chefe de Operações Administrativas. 
No verão de 2003, Jérôme Valcke filiou-se à Federação Internacional de Futebol (FIFA) em Zurique e assumiu a posição de diretor de Marketing e TV. Na reunião do Comitê Executivo da FIFA em 27 de junho de 2007, Jérôme Valcke foi nomeado como o novo secretário geral da FIFA, tal como proposto pelo presidente da FIFA, Joseph Blatter, e foi assim eleito como o sucessor de Urs Linsi que renunciou em 11 de junho de 2007. Markus Kattner, que atuou como secretário-geral interino entre 11 e 27 de Junho de 2007, foi nomeado como seu vice. Markus Kattner já trabalha para a FIFA desde 2003 como chefe de finanças. 
Além de seu idioma nativo (francês), ele fala inglês, alemão e espanhol.

## Polêmicas
A nomeação do novo secretário geral da FIFA, Jérôme Valcke, surpreendeu alguns especialistas, já que o presidente da FIFA, Joseph Blatter, havia destituido Jérôme Valcke de seu cargo de diretor de marketing em dezembro de 2006, depois que uma corte de Nova York o considerou culpado, no verão de 2004, pelas negociações de patrocínio que havia feito com a VISA, apesar do acordo existente da FIFA com a sua parceira de longa data MasterCard e, portanto, violou o direito da MasterCard de "Negociação Preferencial". Devido a isso, a FIFA foi multada em 60 milhões de dólares.  O presidente da FIFA Joseph Blatter disse: "Pessoas fortes trarão você de volta. Quando começou seu trabalho como diretor de marketing e TV na FIFA quatro anos e meio atrás, nós estávamos em uma crise financeira. Atualmente, temos um patrimônio de 752 milhões de francos suíços..." De acordo com Joseph Blatter, Jérôme Valcke foi destituído em dezembro, mas não tinha sido demitido. Jérôme Valcke respondeu à sua promoção da 27 junho de 2007 em Zurique, com a seguinte declaração: "É como um sonho para mim."
Em 30 de maio de 2011, o membro do Comitê Executivo Jack Warner, que havia sido suspenso naquele dia por eventuais violações da ética na pendência de uma investigação, vazou um e-mail de Jérôme Valcke, que sugeriu que o Catar tinha "comprado" o direito de sediar a Copa do Mundo FIFA de 2022. Jérôme Valcke posteriormente emitiu um comunicado negando que ele tinha sugerido tratar-se de suborno, dizendo que, na verdade, o país havia "usado o seu músculo financeiro para fazer lobby por apoio". Funcionários do Catar também negaram qualquer impropriedade.

### Polêmica com o Brasil
No dia 2 de março de 2012, o secretário-geral da FIFA, Jérôme Valcke, disse que os organizadores da Copa do Mundo FIFA de 2014 precisavam de um "pontapé na bunda" para as obras da Copa do Mundo andarem no Brasil, e afirmou que os preparativos brasileiros estão em "estado crítico". As palavras não foram bem recebidas pelo governo brasileiro, e o ministro do Esporte, Aldo Rebelo, chegou a afirmar que não queria mais Jérôme Valcke como interlocutor da FIFA para os assuntos relacionados à Copa de 2014. "As declarações são inaceitáveis, inadequadas para o governo brasileiro", disse Aldo Rebelo. Não é de hoje que Jérôme Valcke tem atritos com as autoridades brasileiras. Em comunicado publicado no site da FIFA, o secretário pediu rapidez com a aprovação da Lei Geral da Copa: "o texto deveria ter sido aprovado em 2007 e já estamos em 2012", declarou. No meio do fogo cruzado, o presidente do Comitê Organizador Local (COL), Ricardo Teixeira, manteve discurso neutro e apenas ressaltou que tudo sairá como o planejado. "Em todo processo democrático as discussões devem ser amplas e sempre levar em conta os interesses do povo", disse Ricardo Teixeira na nota. Três dias depois do infeliz comentário de Jérôme Valcke, Aldo Rebelo enviou à Suíça uma carta solicitando um novo interlocutor entre o governo brasileiro e a FIFA. De acordo com o ministro do Esporte, "a forma e o conteúdo das declarações escapam aos padrões aceitáveis de convivência harmônica entre um país soberano como o Brasil e uma organização internacional centenária como a FIFA". No mesmo dia, Marco Maia, presidente da Câmara dos Deputados, também atacou as palavras de Jérôme Valcke, chamando o secretário-geral da FIFA de "deselegante". "Foi uma declaração que merece na verdade é que a gente dê um chute daqui para lá de volta e que se repudie qualquer declaração desse nível", opinou Marco Maia. Posteriormente, Jérôme Valcke publicou carta em que se desculpava pelo incidente que classificou como um mal entendido. Segundo o dirigente da FIFA, o que houve não passou de um erro de tradução, e o Brasil segue seguro como "única opção para sediar a Copa do Mundo". Aldo Rebelo aceitou o pedido de desculpas, mas disse que "este tipo de episódio não pode se repetir". Ficou ainda acertada uma reunião de Joseph Blatter com a presidente do Brasil, Dilma Rousseff, ocorrida no dia 16 de março de 2012. Nela, as diferenças foram discutidas e o mandatário da FIFA pediu tempo para resolver o "problema Valcke".
Já o líder do governo no Senado Federal, Eduardo Braga, afirmou que o secretário-geral da FIFA, Jérôme Valcke, "não está convidado" para discutir o projeto da Lei Geral da Copa na Casa. "O senhor Jérôme Valcke não está convidado pelo Senado da República, muito menos pelas comissões, para vir falar em nome da FIFA", afirmou Eduardo Braga. "Nós queremos ouvir o Blatter", reforçou o senador.
"Os nossos convites têm endereço certo. Não levamos em consideração outra pessoa. Quando convidamos um ministro, não queremos ouvir um ascensorista", afirmou o presidente da Comissão de Educação, Cultura e Esporte, Roberto Requião.
A senadora Ana Amélia, uma dos três relatores da Lei Geral da Copa, disse que as declarações do "sujeito" (referindo-se a Valcke) foram desrespeitosas com o povo brasileiro e que não gostaria de estender um tapete vermelho para "essa figura".
"Foram declarações intempestivas que desrespeitaram não apenas o governo, mas também a todo o povo brasileiro. Então, estender um tapete vermelho para essa figura não seria conveniente neste momento", disse a senadora que, assim com o líder Eduardo Braga, não citou o nome de Valcke. A senadora reiterou ainda que era preciso garantir a decisão do ministro do Esporte, Aldo Rebelo." O ministro Aldo já declarou que ele não seria interlocutor para temas da Copa, e se o aceitássemos aqui estaríamos todos avalizando esse personagem como o interlocutor", concluiu.

## Vida pessoal
Jérôme Valcke é casado e pai de duas crianças. Ele é também um membro honorário da Sociedade de viajantes Newcastle United.